# La Pulquería
La Pulquería est un groupe musical espagnol, originaire de Valence. Son style musical se caractérise par la fusion musicale, la recherche d'un air de marche entre des styles aussi disparates que le corrido mexicain, le hard rock, les rythmes ska et les rancheras.

## Histoire

### Débuts et succès
Le groupe est formé par Huracán Romántica (chant), Jordi et Pancho (guitares), Miguel Ángel (basse) et Fede (batterie). Avec des influences mexicaines, leur fusion de styles musicaux et leur énergie sur scène les rendent incontournables, ils appellent leur cocktail musical hard-mariachi. En 2004, ils sortent leur premier album Corridos de amor, avec le single El Día de los muertos, qui devient rapidement la chanson la plus connue du groupe. Ce fut la présentation d'un groupe qui, depuis lors, n'a cessé de se produire sur scène et de faire des tournées dans toute l'Espagne. Il fait la tournée de festivals tels que Extremúsika, Derrame Rock ou Mediatic Festival, Vive Latino et, à d'autres occasions, il partage l'affiche avec La Excepción, un groupe avec lequel il entretient une grande amitié.
En 2006, leur chanson Morirse de pena fait partie de la bande originale du film Va a ser que nadie es perfecto (scénario d'Albert Espinosa). Le 17 mars 2007, ils présentent la première de C'mon fandango à la Sala Caracol de Madrid. Le 27 mars 2008, ils participent au XXIIe Festival culturel de Zacatecas, dans la ville et l'État de Zacatecas, au Mexique, ce qui constitue leur première prestation dans ce pays. Au milieu de l'année 2008, ils sortent leur premier album live Hey ho chingón, enregistré lors de leurs concerts à Fuengirola et à la Sala Greenspace de Valence. Le clip Qué bueno sería, hymne officiel du Viña Rock 2008, figure sur cet album.
En mars 2010, le groupe confirme sa rupture avec son label et ses débuts dans l'autoproduction. Quelques semaines plus tard, le 13 avril 2010, ils annoncent la création de Fast Cuisine, un menú de tres platos, un EP qu'ils sortiront en trois parties. Ils publient d'abord Everybody Arroz Arse avec quatre titres uniquement disponibles sur Internet. Le 18 mai, ils sortent la deuxième partie de l'œuvre Para to take a güey, également composée de quatre titres aux teintes plus punk, ska et rockabilly. Enfin, début juillet, ils sortent la troisième partie de l'album intitulée Dulce de leches, qui conclut l'album avec deux nouvelles chansons. En septembre, ils décident de tirer à 2 000 exemplaires les mini-albums qui composent Fast Cuisine, en raison de la demande massive de leurs fans. En juin 2011, ils entament la première de leurs tournées en Amérique latine, en particulier au Mexique.
Le 31 octobre 2012, ils donnent leur dernier concert dans leur ville (Valence) après avoir déclaré que La Pulquería quittait la scène pour une durée indéterminée. Leur communiqué était le suivant : « La Pulquería donnera son dernier concert à Valence demain, le 31, à la veille du Jour des Morts. Sans vouloir verser la larme, voici ce qui est écrit ici. Il a été unanime et amical, comme au début. Nous ajouterons du verbiage dans les jours suivants selon le mal du pays ou l'euphorie des souvenirs, ainsi que des remerciements. Il reste à décider sous la protection de quoi, de qui ou de comment ce portail et le reste resteront dans un avenir proche. Nous supposons qu'il continuera à vivre grâce au soutien vital que vous apportez à cet écosystème, le vôtre et le nôtre. Ce n'est pas un adieu, ce n'est pas un au revoir, c'est un hardmariachitropipunkplayerobalcanicolatinovacilonada de notre part, donc nous nous reverrons si Rock le souhaite. Nous répétons, demain [pour aujourd'hui, mercredi] avec beaucoup d'envie de distribuer du bois, dernier concert de Pulquero et encore plus à voir. Bien sûr, si c'est dans un an, deux, trois ou quatre vies, ce sera avec un grand nouvel album. Santé à la famille. Merci beaucoup. »

### Deuxième période
En 2015, ils annoncent une tournée de 5 concerts dans les villes de Murcie, Madrid, Valence, Vitoria et Saragosse (dans cet ordre) pour commémorer le 10e anniversaire de la sortie de leur album Corridos de amor. En 2016, ils reprennent la route à l'occasion de festivals tels que Viña Rock, Montgorock Xàbia Festival, Paellas Festival ou Alterna Festival entre autres, ainsi qu'une tournée de concerts dans différentes villes d'Espagne. Le groupe est très actif sur les réseaux sociaux comme Facebook et Twitter, où il partage ses aventures et ses expériences avec ses fidèles fans et adeptes, les pulqueros. Le 3 juin 2015, ils sortent le clip vidéo Borrascas y anticiclones.
En octobre 2016, ils sortent leur cinquième album, intitulé Lobo de bar. En 2017, ils donnent leurs derniers concerts car en 2018, leur chanteur principal, Gerard, s'implique dans un autre projet musical intitulé Huracán romántica.

## Membres
- Gerard « Huracán Romántica » Sanz — voix
- Pancho Tekila — guitare
- Miguel Ángel Escrivá — basse
- Jordi Carreras — guitare
- Federico Martín — batterie
- Adolfo Cebreiro — trompette
- Eloy Suárez — trombone

## Discographie

### Albums studio
- 2004 : Corridos de amor
- 2007 : C'mon fandango
- 2008 : Hey Ho Chingón (album live)
- 2010 : Fast Cuisine, un menú de tres platos
- 2016 : Lobo de bar

### EP
- 2010 :  Everybody Arroz Arse
- 2010 :  Para To Take A Güey
- 2010 :  Dulce De Leches